# Stretto di Tsushima

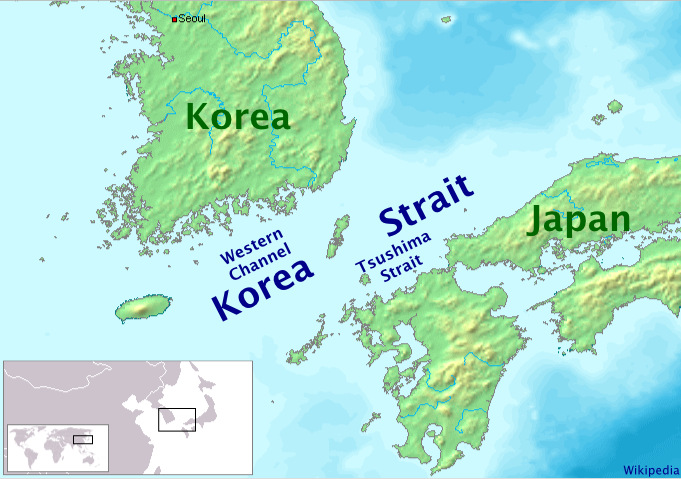
Lo stretto di Tsushima rappresenta la parte orientale dello stretto di Corea

Lo stretto di Tsushima, indicato anche come stretto di Tsu Shima o stretto di Tsu-Shima (in giapponese: 対馬海峡?, Tsushima Kaikyō; in coreano: 쓰시마 해협?, sseu-si-ma hae-hyeopLR), è la parte orientale dello stretto di Corea, situato tra la Corea e il Giappone; lo stretto mette in comunicazione il Mar del Giappone con il Mar Cinese Orientale.
Lo stretto è la parte orientale e più ampia del canale a est e sudest dell'isola di Tsushima, con le isole giapponesi di Honshū a est e nordest, Kyūshū e le isole Gotō a sud e sudest. Si restringe a sudest di Shimono-shima, la punta meridionale di Tsushima per la restrizione dovuta all'isola Iki, che si trova nello stretto in prossimità dell'estremità di Honshū. A sud di questo punto il Mare interno di Seto mescola le sue acque attraverso lo stretto di Kanmon tra Honshū e Kyūshū, con quelle dello stretto di Tsushima, dando luogo a una delle più trafficate vie marittime commerciali del mondo.
Tra il 27 e il 28 maggio 1905 vi fu combattuta la Battaglia di Tsushima, che vide contrapposte le forze della Flotta imperiale russa e quelle della Marina imperiale giapponese.